# Маджид Абдулла
Абдулла Маджед Мохаммед (араб. ماجد احمد عبد الله محمد‎; род. 1 ноября 1959, 6 июня 1958 или 11 января 1959, Джидда, Мекка) — саудовский футболист, нападающий. Всю карьеру провёл в клубе «Ан-Наср» из Эр-Рияда. Лучший бомбардир сборной Саудовской Аравии за всю историю, забивший в 117 матчах за неё 72 мяча в ворота соперников. Участник чемпионата мира 1994 года. По версии международной федерации футбольной истории и статистики, занимает 3-е место в списке лучших футболистов XX века в Азии.

## Карьера

### Клубная
Воспитанник футбольной школы клуба «Ан-Наср» из Эр-Рияда, в котором начал и профессиональную карьеру в 1977 году, и в составе которого играл вплоть до завершения карьеры игрока в 1999 году, забив за это время в ворота соперников 320 мячей, и став, вместе с командой, 5 раз чемпионом Саудовской Аравии, 4 раза обладателем Кубка короля Саудовской Аравии, 2 раза обладателем клубного кубка чемпионов Персидского залива и по 1-му разу победителем Кубка Саудовской федерации футбола, Кубка обладателей кубков Азии и Суперкубка Азии, а также 1 раз финалистом Кубка обладателей кубков Азии. Последний раз вышел на поле в составе клуба 13 апреля 1998 года в финальном матче Кубка обладателей кубков Азии.

### В сборной
В составе главной национальной сборной Саудовской Аравии выступал с 1978 по 1994 год, проведя за это время 147 матчей и забив 67 мячей в ворота соперников, что является лучшим результатом за всю историю сборной. Участник чемпионата мира 1994 года. Вместе с командой, дважды становился обладателем Кубка Азии и 1 раз Кубка наций Персидского залива. Последний сыграл в составе сборной 29 июня 1994 года в матче против сборной Бельгии на чемпионате мира 1994 года.

## Достижения

### Командные
- Обладатель Кубка Азии: 1984, 1988
- Финалист Кубка Азии: 1992
- Финалист Кубка арабских наций: 1992
- Обладатель Кубка наций Персидского залива: 1994
- Финалист Кубка конфедераций: 1992
- Чемпион Саудовской Аравии: 1979/80, 1980/81, 1988/89, 1993/94, 1994/95
- Обладатель Кубка короля Саудовской Аравии: 1980/81, 1985/86, 1986/87, 1989/90
- Обладатель Кубка Саудовской федерации футбола: 1997/98
- Обладатель Кубка обладателей кубков Азии: 1998
- Обладатель Суперкубка Азии: 1998
- Обладатель Клубного кубка чемпионов Персидского залива: 1996, 1997
- Финалист Кубка обладателей кубков Азии: 1992

### Личные
- 3-е место в списке лучших футболистов XX века в Азии по версии Международной федерации футбольной истории и статистики
- Футболист года в Азии: 1984[4].

## Голы

### Голы за «Ан-Наср»
Начиная со своего первого гола, забитого 19 марта 1977 года в матче против клуба «Аль-Вахда» из Мекки, и до последнего, забитого 11 апреля 1998 года в матче против «Копетдага» из Ашхабада, всего за карьеру игрока Маджид забил в ворота соперников 320 голов в различных турнирах, даже несмотря на то, что много матчей пропустил из-за травм и вызовов в сборную страны.

#### Вчемпионате
В период с 1977 по 1998 год Маджид участвовал в 218 играх «Ан-Насра» из 455, проведённых клубом за этот период. Маджид пропускал игры в основном из-за травм и вызовов в сборную, поскольку в те времена игроки сборной вынуждены были на долгий срок покидать свои клубы, чтобы тренироваться в составе сборной при подготовке её к важным турнирам. В 218 матчах в чемпионате Маджид забил 190 мячей в ворота соперников, которые распределились по сезонам следующим образом:
| Сезон     | Кол-во | Примечания                                  |
| --------- | ------ | ------------------------------------------- |
| 1976/1977 | 4      | Сыграл 5 игр в дебютном сезоне              |
| 1977/1978 | 12     | 2-й бомбардир лиги                          |
| 1978/1979 | 18     | Лучший бомбардир                            |
| 1979/1980 | 17     | Лучший бомбардир                            |
| 1980/1981 | 21     | Лучший бомбардир                            |
| 1981/1982 | 9      | Играл только во 2-м круге — вызов в сборную |
| 1982/1983 | 14     | Лучший бомбардир                            |
| 1983/1984 | 0      | Не сыграл ни 1-го матча — вызов в сборную   |
| 1984/1985 | 1      | Сыграл только 5 матчей                      |
| 1985/1986 | 15     | Лучший бомбардир                            |
| 1986/1987 | 15     | 2-й бомбардир лиги                          |
| 1987/1988 | 5      | Играл только в 1-м круге — вызов в сборную  |
| 1988/1989 | 19     | Лучший бомбардир                            |
| 1989/1990 | 13     | 2-й бомбардир лиги                          |
| 1990/1991 | 10     | Пропустил полсезона — травма                |
| 1991/1992 | 3      | Сыграл только 2 матча — травма              |
| 1992/1993 | 4      | Сыграл только 5 матчей — травма             |
| 1993/1994 | 0      | Не сыграл ни 1-го матча — вызов в сборную   |
| 1994/1995 | 8      | Сыграл только 8 матчей — травма             |
| 1995/1996 | 0      | Сыграл только 1 матч — травма               |
| 1996/1997 | 2      | Сыграл только 4 матча — травма              |
| 1997/1998 | 0      | Не сыграл ни 1-го матча — травма            |
| Всего     | 190    |                                             |

#### ВКубке короля
В период с 1977 по 1990 год в розыгрышах Кубка короля Маджид забил 39 мячей в ворота соперников, которые распределились по сезонам следующим образом:
| Сезон     | Кол-во |
| --------- | ------ |
| 1976/1977 | 5      |
| 1977/1978 | 2      |
| 1978/1979 | 6      |
| 1979/1980 | 0      |
| 1980/1981 | 4      |
| 1981/1982 | 1      |
| 1982/1983 | 3      |
| 1983/1984 | 0      |
| 1984/1985 | 0      |
| 1985/1986 | 1      |
| 1986/1987 | 5      |
| 1987/1988 | 2      |
| 1988/1989 | 5      |
| 1989/1990 | 5      |
| Всего     | 39     |

#### ВКубке наследного принца
Кубок короля был объединён в один турнир с Кубком наследного принца в 1990 году и стал официально считаться наследником Кубка короля в качестве аналога Кубка страны. В розыгрышах Кубка наследного принца в новом статусе Маджид забил 8 мячей в ворота соперников: 5 в 1991 году, 1 в 1995 и 2 в 1996 году.

#### ВКубке Саудовской федерации футбола
В розыгрыше Кубка Саудовской федерации футбола Маджид участвовал только один раз в 1997 году, забив тогда 4 мяча в ворота соперников.

#### Втоварищеских матчах
Маджид забил за «Ан-Наср» 61 мяч в ворота соперников в товарищеских матчах, наиболее известным из которых является матч с «Манчестер Сити» в 1987 году.

### Голы засборную
С августа 1977 года по июнь 1994 года Маджид забил за главную национальную сборную Саудовской Аравии 229 мячей в ворота соперников, однако, только 118 из них официально засчитываются, поскольку были забиты в ворота главных сборных, остальные же 111 были им забиты в товарищеских матчах в ворота различных клубов и олимпийских команд.

### Все голы Маджида Абдуллы
| Команда  | Матчи           | Кол-во |
| -------- | --------------- | ------ |
| Аль-Наср | Чемпионата      | 190    |
| Аль-Наср | Кубка короля    | 39     |
| Аль-Наср | Кубка принца    | 8      |
| Аль-Наср | Кубка федерации | 4      |
| Аль-Наср | Региональные    | 18     |
| Аль-Наср | Товарищеские    | 61     |
| Сборная  | Официальные     | 118    |
| Сборная  | Прочие          | 111    |
| Всего    |                 | 549    |